# Comité Militar (Argentina)
El Comité Militar (COMIL) fue el órgano de conducción superior de las Fuerzas Armadas durante el Proceso de Reorganización Nacional (PRN) en la Argentina entre 1976 y 1983.

## Historia

### Guerra de las Malvinas
A fines de enero de 1982, el Comité Militar aprobó la Directiva Estratégica Nacional (DENAC) N.º 1/82 y N.º 2/82, además de la Directiva Estratégica Militar (DEMIL) N.º 1/82. Todos estos documentos elaborados por la Comisión de Trabajo compuesta por Osvaldo Jorge García, Juan José Lombardo y Sigfrido Martín Plessl sirvió de planificación de la Operación Azul. El objetivo era recuperar las islas Malvinas y Georgias del Sur.
El 30 de marzo de 1982, el COMIL resolvió mediante el Acta N.º 5 «M»/82 que bajo el comando del general de división Osvaldo Jorge García se constituiría el Teatro de Operaciones Malvinas (TOM) hasta el Día D+5. Después de esto, se crearía el Teatro de Operaciones del Atlántico Sur (TOAS) bajo el comando del vicealmirante Juan José Lombardo. El mismo día 30 de marzo, una segunda reunión del Comité decidió hacer informar sobre el inminente asalto anfibio en Stanley a los ex comandantes en jefe, al Gabinente, a la Corte Suprema de Justicia y al monseñor Juan Carlos Aramburu (Acta N.º 6 «M»/82).
El 4 de junio de 1982 el Comité ordenó al Ministerio del Interior designar veedores militares en todas agencias de noticias. Como resultado, se cerró Noticias Argentinas y Diario Jornada de Trelew.
El 28 de diciembre de 1982, el Comité Militar celebró una reunión que estableció un conjunto de directivas. Para la cuestión Malvinas, propuso acciones en los foros internacionales con preferencia en la ONU para lograr el cumplimiento de la Resolución 37/9.